# Farysia catenata
Farysia catenata är en svampart som först beskrevs av F. Ludw., och fick sitt nu gällande namn av Hans Sydow 1937. Farysia catenata ingår i släktet Farysia och familjen Anthracoideaceae.   Inga underarter finns listade i Catalogue of Life.